# NGC 282
NGC 282 je galaksija u zviježđu Ribe.

## Vanjske poveznice
- SEDS: NGC 282